# Maroš Šefčovič
Maroš Šefčovič (Bratislava, 24 juli 1966) is een Slowaaks politicus en Europees commissaris.

## Biografie
Šefčovič was eerder voor zijn land ambassadeur in Israël, en de Slowaakse permanente vertegenwoordiger bij de Europese Unie van 2004 tot 2009. Hij werd door zijn land in 2010 voorgedragen als Europees commissaris in de commissie-Barroso II en kreeg de portefeuille Institutionele relaties en administratie.
Op 1 november 2014 werd Šefčovič Europees Commissaris in de commissie-Juncker, als vicevoorzitter en verantwoordelijk voor Energie-unie. Na 2 juli 2019 nam hij tevens de portefeuille Digitale Eengemaakte Markt waar. Hij verving hierbij Andrus Ansip, die lid was geworden van het Europees Parlement.
Šefčovič werd in 2019 door SMER voorgedragen als kandidaat tijdens de Slowaakse presidentsverkiezingen maar verloor in de tweede ronde. Hij werd in september dat jaar vicevoorzitter in de Commissie-Von der Leyen I, en verantwoordelijk voor Interinstitutionele Betrekkingen en Prognoses. In 2023 onderhandelde Šefčovič het 'Windsor Framework'. Hij was ook betrokken bij de Europese Green Deal.
In de commissie-Von der Leyen II is Šefčovič sinds 1 december 2024 verantwoordelijk voor Handel en Economische Veiligheid, Interinstitutionele Betrekkingen en Transparantie. In die hoedanigheid tracht hij mee een handelsoorlog met de regering Trump II te voorkomen.
Josep Borrell · 
Thierry Breton (tot 16 september 2024) · 
Helena Dalli · 
Valdis Dombrovskis · 
Elisa Ferreira · 
Marija Gabriel (tot 15 mei 2023) · 
Paolo Gentiloni ·  
Johannes Hahn · 
Iliana Ivanova (vanaf 19 september 2023) · 
Ylva Johansson · 
Věra Jourová · 
Wopke Hoekstra (vanaf 5 oktober 2023) · 
Phil Hogan (tot 26 augustus 2020) · 
Stella Kyriakidou · 
Janez Lenarčič · 
Ursula von der Leyen · 
Mairead McGuinness (vanaf 12 oktober 2020) · 
Didier Reynders · 
Margarítis Schinás · 
Nicolas Schmit · 
Maroš Šefčovič · 
Kadri Simson · 
Virginijus Sinkevičius · 
Dubravka Šuica · 
Frans Timmermans (tot 22 augustus 2023) ·   
Jutta Urpilainen · 
Adina-Ioana Vălean · 
Olivér Várhelyi · 
Margrethe Vestager · 
Janusz Wojciechowski
Vytenis Andriukaitis · Andrus Ansip (tot 2 juli 2019) · Dimitris Avramopoulos · Elżbieta Bieńkowska · Violeta Bulc · Miguel Arias Cañete  · Corina Crețu (tot 2 juli 2019) · Valdis Dombrovskis  · Marija Gabriel (vanaf 4 juli 2017) · Kristalina Georgieva (tot 1 januari 2017) · Johannes Hahn · Jonathan Hill (tot 15 juli 2016) · Phil Hogan  · Věra Jourová · Jean-Claude Juncker · Jyrki Katainen · Julian King (vanaf 19 september 2016) · Cecilia Malmström · Neven Mimica · Carlos Moedas · Federica Mogherini · Pierre Moscovici · Tibor Navracsics · Günther Oettinger · Maroš Šefčovič · Christos Stylianides · Marianne Thyssen · Frans Timmermans · Karmenu Vella · Margrethe Vestager
Joaquín Almunia · László Andor · Catherine Ashton · Michel Barnier · José Manuel Barroso · Tonio Borg (vanaf 28 november 2012) · Dacian Cioloş · John Dalli (tot 16 oktober 2012)  · María Damanáki · Jacek Dominik (sinds 16 juli 2014) · Štefan Füle · Karel De Gucht  · Máire Geoghegan-Quinn · Kristalina Georgieva · Johannes Hahn · Connie Hedegaard · Siim Kallas · Jyrki Katainen (sinds 16 juli 2014) · Neelie Kroes · Janusz Lewandowski (tot 1 juli 2014) · Cecilia Malmström · Neven Mimica · Ferdinando Nelli Feroci (sinds 16 juli 2014) · Günther Oettinger · Andris Piebalgs · Janez Potočnik · Viviane Reding (tot 1 juli 2014) · Olli Rehn (tot 1 juli 2014) · Martine Reicherts (sinds 16 juli 2014) · Maroš Šefčovič · Algirdas Šemeta · Antonio Tajani (tot 1 juli 2014) · Androulla Vassiliou